# 派拉加恰
派拉加恰（Pairagachha），是印度西孟加拉邦Hugli县的一个城镇。总人口4350（2001年）。

## 人口
该地2001年总人口4350人，其中男性2157人，女性2193人；0—6岁人口379人，其中男191人，女188人；识字率80.28%，其中男性为86.14%，女性为74.51%。